# Heralds de la Bona Nova
Heralds de la Bona Nova (en llatí Societas Praeconum Bonae Notitiae) és una societat de vida apostòlica masculína de dret pontifici, concretament una congregació clerical. Els seus membres, coneguts com a Heralds, posposen al seu nom les sigles H.G.N.

## Història
La congregació fou fundada per Jose Kaimlett (1941-2018) i que, el 1976, havia estat nomenat administrador de la nova diòcesi d'Eluru.
L'institut va ser fundat el 14 d'octubre de 1984, amb l'aprovació de les constitucions per John Mulagada, primer bisbe d'Eluru.
El 12 de desembre de l'any següent, es van establir la casa mare i el primer seminari menor a Kurukkuru. El 2 de febrer de 1985, el fundador, tres sacerdots i dos germans van fer un compromís permanent amb l'institut en presència del bisbe. Després de la missa, els membres van elegir per unanimitat el pare Jose Kaimlett com a primer director general de la societat. Va ser reelegit 1990, durant el segon capítol general.
El 5 de maig de 1991, John Mulagada, d'acord amb les directrius de la Congregació per a l'Evangelització dels Pobles, va establir l'Institut dels Heralds de la Bona Nova com a societat clerical missionera de vida apostòlica segons el dret diocesà. L'institut va ser reconegut el 5 de maig de 1999 per Joan Pau II i va rebre l'aprovació de les seves constitucions de la Santa Seu el 15 d'agost de 2009.
Dues altres societats de vida apostòlica sota el dret diocesà van ser fundades pel pare Jose Kaimlett: les Germanes de la Bona Nova el 1992 i els Pares Missioners de la Compassió el 2003.

## Activitats i difusió
Els heralds de la Bona Nova es dediquen a l'apostolat missioner, especialment a India. L'objectiu de la Societat és fomentar les vocacions al sacerdoci i formar clergues per a missions i territoris on en falten.
Són presents a: Àsia (Índia, Papua Nova Guinea); Amèrica: (Canadà, Estats Units, Guatemala); Àfrica: (Sud-àfrica, Kenya, Uganda); Europa: (Itàlia, Països Baixos).
El 13 de maig de 2021, el papa Francesc va nomenar Siby Mathew Peedikayil bisbe d'Aitape (Papua Nova Guinea).;